# Giri/Haji
Pour les articles homonymes, voir Giri (homonymie).
Giri/Haji est une série télévisée dramatico-policière britannique créée par Joe Barton, diffusée du 17 octobre 2019 au 5 décembre 2019 sur BBC Two au Royaume-Uni et le 10 janvier 2020 sur Netflix à l'international. 
La série a été adaptée par le scénariste Joe Barton, qui met en scène Takehiro Hira, Kelly Macdonald, Yōsuke Kubozuka, Will Sharpe, Masahiro Motoki, Justin Long et Charlie Creed-Miles. Le script de la série contient des dialogues en japonais et en anglais. En septembre 2020, la série n'est pas renouvelée pour une deuxième saison,.

## Synopsis
Un employé de la Cité de Londres, neveu du patron du clan de yakuzas Endo est tué d'un coup de wakizashi. Cet événement entraîne un début de guerre des gangs à Tokyo. Kenzo Mori, un policier de Tokyo, enquête. Il reçoit la visite d'un rival d'Endo, Fukuhara, qui lui indique que le wakizashi lui appartient mais qu'il lui avait été subtilisé par le frère de Kenzo, Mori Yuto, devenu yakuza et disparu il y a un an, présumé décédé. Kenzo est envoyé à Londres pour enquêter sous prétexte d'un programme d'échanges.
Kenzo tente de naviguer sur le territoire inconnu de Londres pour découvrir si son frère est coupable ou bien vivant. Il fait la connaissance de l'inspectrice de police Sarah Weitzmann, qui dirige les cours qu'il suit dans le cadre du programme d’échanges et qui sort de problèmes personnels compliqués. Il rencontre dans un pub Rodney Yamaguchi, un travailleur du sexe britannico-japonais, multiconsommateur de drogues avec qui il peut communiquer en japonais et qui lui servira d’intermédiaire avec le monde de la nuit. Il se rend compte qu' Eiji, son guide japonais mandaté par la police de Tokyo, lui cache des informations. Après une entrevue « musclée », son entremetteur lui indique qu'un élément dangereux de la pègre criminelle corrompue de Londres, Connor Abbot lui a demandé de faire en sorte que ses investigations soient freinées. Abbot a été en relation avec Yuto…

## Fiche technique
Sauf indication contraire ou complémentaire, les informations mentionnées dans cette section peuvent être confirmées par la base de données IMDb.

### Équipe technique
- Titre : Giri/Haji
- Création et scénario : Joe Barton
- Réalisation : Ben Chessell et Julian Farino
- Direction artistique : Danielle Bayliss
- Décors : Morgan Kennedy
- Costumes : Ian Fulcher
- Photographie : Piers McGrall et David Odd
- Montage : Elen Pierce Lewis, Matthew Tabern et Dominic Strevens
- Musique : Adrian Johnston
- Casting : Shaheen Baig et Yôko Narahashi
- Production : Susie Ligatt
  - co-production : Kirsten Eller
  - assistant : Sumrah Mohammed
  - déléguée : Ben Irving (pour la BBC), Chris Fry et Jane Featherstone

### Spécifications techniques
- Pays d'origine :  Royaume-Uni
- Langues originales : anglais et japonais
- Format : couleur
- Genre : Drame, policier, thriller
- Durée : 60 minutes
- Sociétés de production : Sister Pictures
- Sociétés de distribution (télévision) : BBC One (Royaume-Uni), Netflix (international)
- Dates de première diffusion : 
  - Royaume-Uni : 17 octobre 2019 sur BBC One
  - France et international : 10 janvier 2020 sur Netflix

## Distribution
- Takehiro Hira (VF : Stéphane Pouplard) : Kenzo Mori
- Kelly Macdonald (VF : Julie Turin) : Sarah Weitzmann
- Yōsuke Kubozuka (VF : Xavier Couleau) : Yuto Mori
- Will Sharpe (VF : Adrien Larmande) : Rodney Yamaguchi
- Aoi Okuyama (VF : Delphine Rivière) : Taki Mori
- Masahiro Motoki : Fukuhara
- Charlie Creed-Miles (VF : Valéry Schatz) : Connor Abbot
- Justin Long (VF : Taric Mehani) : Ellis Vickers
- Sophia Brown (VF : Déborah Claude) : Donna Clark
- Yuko Nakamura : Rei
- Mitsuko Oka : Natsuko
- Tony Pitts (VF : Éric Marchal) : Steve Angling
- Tony Way (VF : Jean-Luc Atlan) : Roy
- Togo Igawa : Hotaka Mori
- Jamie Draven (VF : Sylvain Agaësse) : Ian Summers
- Katsuya : Toshio
- Yoshiki Minato : Jiro

 Source et légende : version française (VF) sur RS Doublage, Doublage Séries Database et le carton de doublage télévisuel.

## Réception critique
La série est globalement bien accueillie par la critique, obtenant un taux d'approbation de 100% sur le site Rotten Tomatoes et un score de 76/100 sur le site Metacritic.
L'accueil public est également favorable avec une note de 7,9/10 sur le site IMDb.